# Organisationsentwicklung
Organisationsentwicklung (OE; englisch organization development, OD) ist ein organisationstheoretisches Konzept, um geplanten sozialen Wandel in Organisationen umzusetzen. OE wird sehr allgemein definiert als „Interventionsstrategie, welche gruppendynamische Prozesse verwendet, die sich auf die Organisationskultur konzentriert, um geplante Veränderungen herbeizuführen“. Mit leicht verschobenem Schwerpunkt beschreiben Bowman und Asch OE als „langfristiges Interventionsprogramm in die sozialen Prozesse von Organisationen unter Verwendung von Prinzipien und Praktiken der Verhaltenswissenschaften mit dem Ziel, Verhaltens- und Einstellungsänderungen herbeizuführen, die zu gesteigerter organisationeller Effektivität führen“.
Organisationsentwicklung untersucht und behandelt Beziehungen, Verhalten und Einstellung gegenüber dem Individuum, der Arbeitsgruppe, anderen Arbeitsgruppen und der Organisation als Ganzem. Mabey und Pugh nennen fünf kennzeichnende Merkmale der OE:
- OE ist ein breit angelegter, andauernder, mittel- bis langfristiger Ansatz.
- OE basiert auf Erkenntnissen und Methoden der Verhaltenswissenschaften.
- OE ist prozessorientiert (kontrastiert zu zielorientiert).
- OE erfordert eine Moderation.
- OE ist partizipativ.

Demzufolge bedeutet Organisationsentwicklung eine Förderung des Humankapitals und nicht das bloße Desinvestieren von Arbeitsplätzen. OE wird in großen Unternehmen, in Verwaltungen, Kirchen, sozialen Einrichtungen und der Armee eingesetzt. Dabei werden die Gesetzmäßigkeiten sozialer Gemeinschaften genutzt und (wie beim HR-Ansatz) die Interessen der Mitarbeiter in der Gestaltung ihrer Arbeits- und Handlungssysteme arbeitswissenschaftlich berücksichtigt.

## Geschichte der Organisationsentwicklung
Das Konzept der Organisationsentwicklung entstand kurz nach dem Zweiten Weltkrieg in den USA aus dem Organisationslaboratorium (Arbeit mit unstrukturierten Klein- und Großgruppen) und dem Survey-Feedback (Einbezug der Betroffenen in die Auswertung von Umfragen) im Umfeld des MIT mit Kurt Lewin, als die Forscher begannen, die Ergebnisse aus der Gruppendynamik auf Unternehmen und größere Organisationen anzuwenden.

## Inhalte

### Das Menschenbild in der Organisationsentwicklung
Die Organisationsentwicklung ist an ein humanistisches Menschenbild gebunden. So geht das Konzept vom Menschenbild der von Douglas McGregor entwickelten X-Y-Theorie aus. Nach der Y-Theorie will sich der Mensch von Natur aus verwirklichen und entfalten, strebt danach, seinen Neigungen und Interessen nachzukommen, zeigt Engagement und Initiative und sucht Verantwortung.
Die besten Realisierungschancen und die höchste Erfolgswahrscheinlichkeit haben Methoden, welche unter Einbeziehung der Wünsche und Hoffnungen der Beteiligten und Betroffenen durchgeführt werden.
Gegenstand der Veränderungen im Zuge der Organisationsentwicklung sind nicht nur technische und organisatorische Strukturen und Abläufe, sondern auch zwischenmenschliche Kommunikations- und Verhaltensmuster sowie die in der Organisation herrschenden Normen, Werte und Machtkonstellationen (Organisationskultur).
Bei allen Veränderungen werden dabei gleichwertig die „menschliche Befriedigung“ und „optimale Aufgabenerfüllung“ angestrebt. Dabei festgestellte Probleme bei einzelnen Subsystemen, Gruppen oder Personen werden nicht isoliert betrachtet, sondern immer auf Zusammenhänge mit der organisatorischen und gesellschaftlichen Umwelt untersucht und behandelt.

### Gründe für Organisationsveränderungen
Grundsätzlich kann man organisationsinterne und organisationsexterne Gründe für Veränderungen unterscheiden:
Beispiele für organisationsinterne Veränderungen
- Optimierung von Arbeitsabläufen, insbesondere zur Vermeidung von Informationsverlusten an Schnittstellen.
- Zielführende Neuausrichtung von Machtstrukturen in Teams.
- Humanisierung der Arbeitswelt über eine höhere Identifikation und Selbstverwirklichung.
- Erhöhung der Flexibilität, Veränderungsbereitschaft und Innovationsfähigkeit.
- Verbesserung der Motivation der Mitarbeiter durch verschiedene Bündel von Maßnahmen.

Beispiele für organisationsexterne Veränderungen
- Technologische Veränderungen
- Neue Konkurrenz
- Änderungen des Marktgleichgewichts

### Entwicklung der Organisationsentwicklung-Strategie
Das 3-Phasen-Modell von Lewin (siehe nächster Abschnitt) war eines der ersten Modelle, das sich systematisch mit den Veränderungsprozessen in Organisationen auseinandersetzte. Der Ursprung dieser Managementsichtweise liegt also in den USA und beginnt sich in Europa seit Mitte der 1980er Jahre zu etablieren.
Die Organisationsentwicklung hat sich über mehrere Forschungsansätze zu ihrem heutigen Stand hin entwickelt.
- Der erste Ansatz, der aus dem MIT kommt und als der so genannte Reedukative Ansatz bezeichnet wird, ging von der Annahme aus, dass die Unternehmen überbürokratisiert sind und stark hierarchische Strukturen aufweisen.
- Der zweite, so genannte Aktionsforschungsansatz, betonte die Rolle der externen Berater.
- Der dritte Ansatz, der als Tavistock-Ansatz bekannt ist, legt den Schwerpunkt auf Veränderungen im soziotechnischen System.

Im Laufe der Zeit integrierte die Organisationsentwicklung die Ansätze der offenen Systemtheorie. Es wurde allerdings in den 1990er Jahren die tatsächliche Wirkung der Organisationsentwicklung kritisiert.

### Phasen des Organisationsentwicklungsprozesses
Nach dem 3-Phasen-Modell von Kurt Lewin kann man Veränderungsprozesse in Phasen gliedern:
1. Phase: Unfreezing (auftauen): Die gegenwärtige vorherrschende Organisationsstruktur wird durch Unterlassung von Bestätigung, Induzierung von Schuld/Angst, Schaffung psychologischer Sicherheit aufgetaut, um Motivation für Veränderungen zu schaffen.
2. Phase: Moving (verändern): Das ist die Veränderungsphase, in der die vorher angestrebten Zielvorstellungen erreicht werden sollen.
3. Phase: Refreezing (wieder einfrieren): Hier werden die erreichten Änderungen stabilisiert.

### Praktische Ansatzpunkte der Organisationsentwicklung
1. Anreize schaffen über:
  - Arbeitsaufgaben
  - Arbeitsgestaltung
  - Festlegung von Entscheidungsstrukturen
2. Mitarbeiter:
  - Fähigkeiten fördern
  - Fertigkeiten fördern
  - Motivieren
3. Kontrolle:
  - regelmäßige Kontrolle, ob es soziale Konflikte in der Organisation gibt
  - Kontrolle der Qualität und Quantität der erbrachten Leistungen
4. Konsequenzen:
  - Befördern
  - Weiterbilden
  - Versetzen
  - Entlassen